# Ignacy Zatwarnicki
Ignacy Zatwarnicki (ur. 20 sierpnia 1920 w Polanie, zm. 17 marca 2004 w Sanoku) – polski działacz turystyczny oraz przewodnik.

## Życiorys

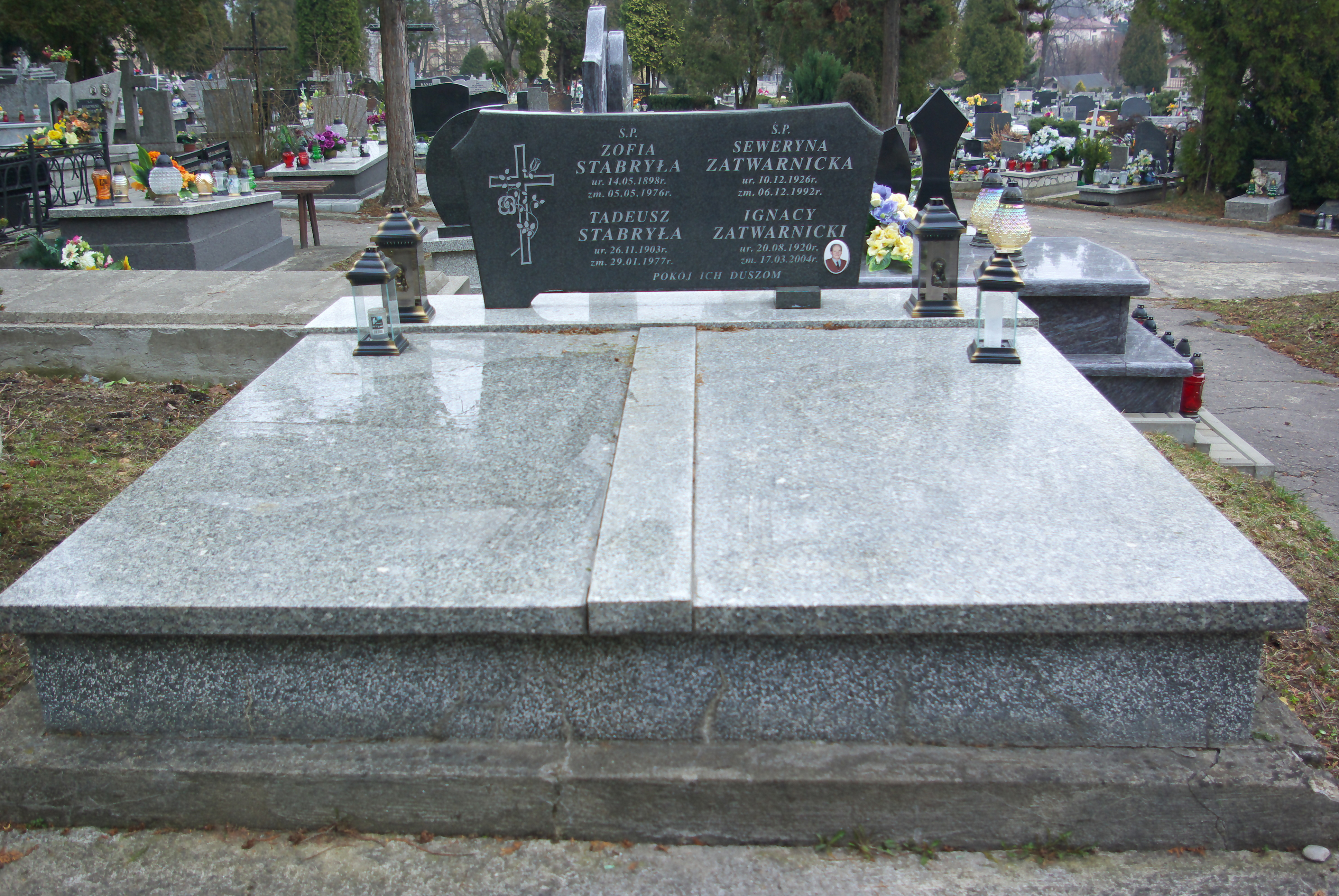
Grobowiec Ignacego Zatwarnickiego

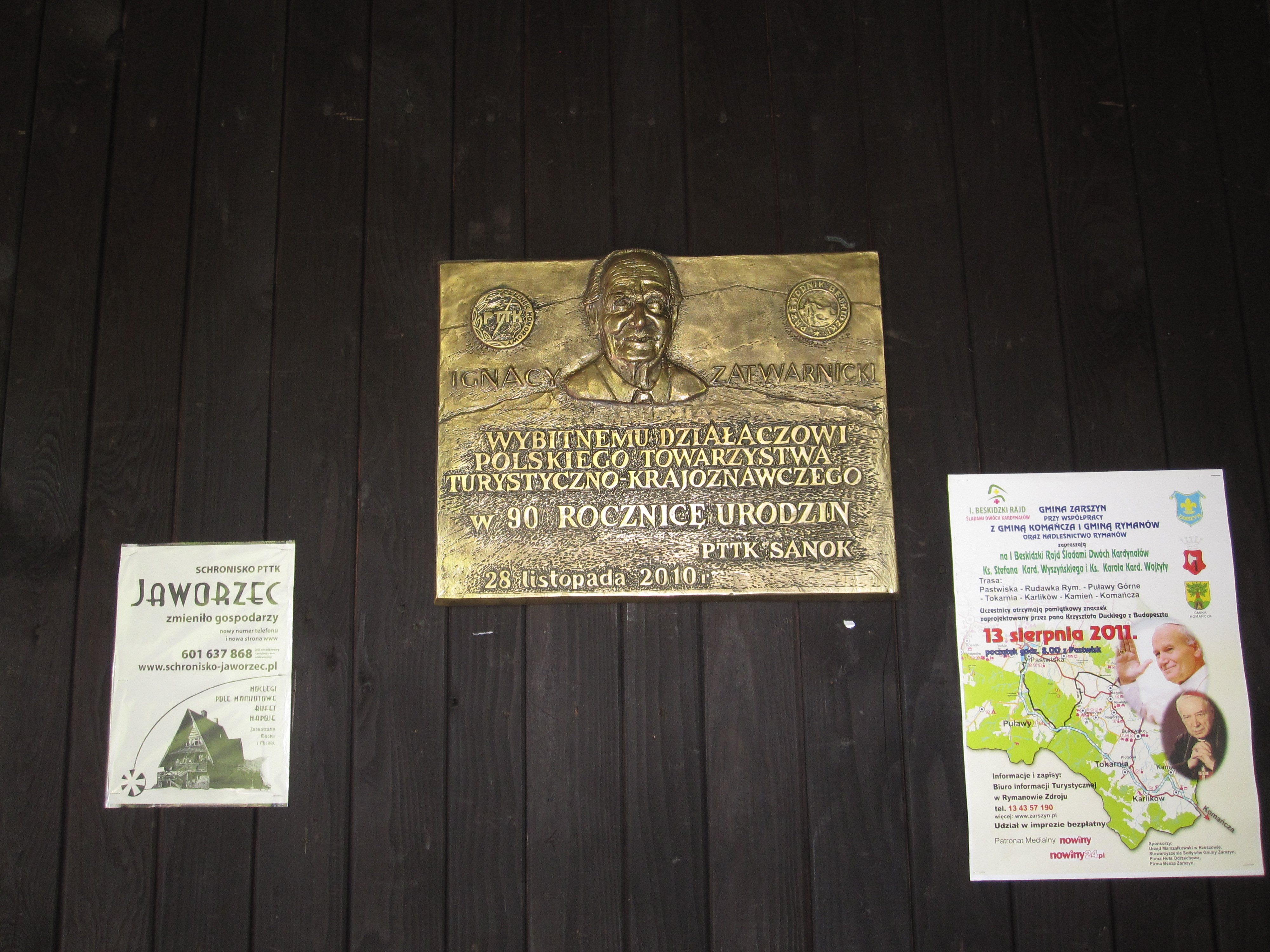
Tablica upamiętniająca na schronisku PTTK w Komańczy

Pochodził ze wsi Polana, przed 1939 obok Serednego Małego jedynej wsi w tym rejonie zamieszkałej przez ludność polską (w przeciwieństwie do reszty zaludnionej przez ludność ukraińską). Od najmłodszych lata interesował się turystyką. Podczas II wojny światowej został członkiem Związku Walki Zbrojnej. Działając jako kurier transgraniczny przenosił broń, zaś jako przewodnik przeprowadzał przez Bieszczady polskich oficerów, starających przedostać się na Węgry (m.in. w 1940 na trasie Otryt-Sękowiec-Zatwarnica-Połonina Wetlińska-Mała Rawka-Duża Rawka, oraz na trasie „Las”). Po zakończeniu działań wojennych zamieszkał w Sanoku, zawodowo związując się z górnictwem nafty.
Od 1951 roku był członkiem koła PTTK w Sanoku. Jako jeden z pierwszych po II wojnie światowej wyznaczał i znakował szlaki bieszczadzkie oraz prowadził wycieczki i obozy wędrowne w Bieszczadach i Beskidzie Niskim. Został przewodniczącym powołanego w 1961 koła przewodnickiego w Sanoku, a 11 maja 1993 został wybrany przewodniczącym egzaminacyjnej komisji przewodnickiej w tym mieście. Był również jednym z założycieli Grupy Bieszczadzkiej GOPR. W latach 1979–1989 był prezesem sanockiego Oddziału PTTK, kierując jednocześnie oddziałową Komisją Turystyki Górskiej. W okresie 1987–2001 był członkiem Komisji Turystyki Górskiej Zarządu Głównego PTTK, szefując Delegaturze Wschodniobeskidzkiej KTG (1991-2001). Publikował na łamach czasopism "Sanocjana" oraz "Nasze Połoniny". Był również działaczem klubu sportowego Górnik Sanok współpracując ze Zbigniewem Dańczyszynem. Będąc jego zastępcą na stanowisku przewodniczącego rady koła Górnika Sanok, był współtwórcą sukcesu piłkarzy klubu, którzy w sezonie 1956 zwyciężyli w A klasie rzeszowskiej i awansowali do III ligi rzeszowsko-lubelskiej. Po fuzji Górnika ze Stalą Sanok wycofał się z tej działalności.
Został pochowany w grobowcu rodzinnym na Cmentarzu Centralnym w Sanoku. Jego żoną od 29 października 1950 była Seweryna z domu Stabryła (1926-1992).

## Odznaczenia i upamiętnienie
W uznaniu swych zasług dla turystyki otrzymał Odznakę „Zasłużony dla Sanoka” (1986), Odznakę „Zasłużony Działacz Turystyki” (1986), Dyplom honorowy Koła Przewodników PTTK w Sanoku (1986), Złotą Odznakę Honorową  PTTK, tytuł honorowego przodownika turystyki górskiej (1989) oraz godność Członka Honorowego PTTK (1997) i tytuł honorowego członka Sanockiego Koła Przewodników Beskidzkich i Terenowych. W dniu 28 listopada 2010 imię Ignacego Zatwarnickiego otrzymało schronisko PTTK w Komańczy (obecnie Leśna Willa PTTK im. Ignacego Zatwarnickiego).